# Виттория Аккоромбона
«Виттория Аккоромбона» (нем. Vittoria Accorombona) — исторический роман немецкого писателя Людвига Тика, написанный в 1840 году и впервые опубликованный годом позже.

## Сюжет
Роман рассказывает о судьбе Виттории Аккорамбони (1557—1585), знаменитой итальянской красавицы конца XVI века, в замужестве герцогини Браччиано. Он основан на итальянской хронике, впервые опубликованной в 1774 году. К тому же источнику восходит и одна из «Итальянских хроник» Стендаля, впервые опубликованная в 1837 году. Литературоведы полагают, что Тик это произведение Стендаля не читал.